# Оболенский, Игорь Викторович
И́горь Ви́кторович Оболе́нский — российский журналист и телеведущий, писатель.

## Биография
Игорь Оболенский родился в городе Обнинске.
Первыми собеседниками Игоря Оболенского стали актриса Мария Владимировна Миронова, мать актёра Андрея Миронова (интервью опубликовано в газете «Мир новостей», 1997 г.), и создатель ансамбля народного танца Игорь Александрович Моисеев (беседа опубликована в газетах «Вечерний клуб» и «Век», 1996 и 1998 гг.).
С 1998 года по 2007 год работал в Издательском Доме «Аргументы и факты» (в том числе публиковался под творческим псевдонимом Игорь Изгаршев).
Автор более ста интервью с ведущими деятелями мирового искусства, среди которых — Александр Солженицын и Мстислав Ростропович, Софи Лорен и Катрин Денёв, Нина Ананиашвили и Людмила Гурченко, Пласидо Доминго и Никита Михалков, Юрий Любимов и Галина Вишневская.
В 2006 году удостоен почётного диплома и звания «Золотое перо „АиФ“».
С 2002 по 2007 гг. являлся главным редактором еженедельного журнала «АиФ-Суперзвёзды» (тираж 225 тыс. экз.)
В разное время сотрудничал с журналами «Итоги», «Домовой», «Лилит».
Исследователь биографий балерины Анны Павловой и актрис Любови Орловой и Татьяны Окуневской, очерк о которой был опубликован в новом проекте журнала «Сноб» и издательства «Corpus» — сборнике о самых пленительных женщинах XX века «Всё об Еве».
Первый главный редактор журнала «Тифлис»).
Автор и ведущий документального проекта «Место гения» на канале «Поехали» (Первый канал Всемирная сеть).
В 2019 году авторская программа Игоря Оболенского «Место гения» стала лауреатом Национальной премии в области кабельного, спутникового и интернет-телевидения «Золотой луч» в номинации «Лучшая информационно-публицистическая телепрограмма».